# Persona 3: Dancing in Moonlight
Persona 3: Dancing in Moonlight, conocido en Japón como Persona 3: Dancing Moon Night, es un videojuego musical desarrollado por P-Studio y publicado por Atlus, para las consolas PlayStation 4 y PlayStation Vita que cuenta con los personajes del juego Persona 3. Su fecha de lanzamiento en Japón se llevó a cabo el 24 de mayo de 2018. Mientras que en occidente fue lanzado el 4 de diciembre de 2018.
Este videojuego fue anunciado el 2 de agosto de 2017 a través de un tráiler, de manera simultánea con el anuncio del juego Persona 5: Dancing Star Night.

## Sinopsis
Un día, los miembros del Escuadrón Especializado de Ejecución Extracurricular se reúnen en una sala que se convierte en el Club Velvet. Elizabeth, que se hace llamar a sí misma Eli-P, aparece de repente ante el confundido grupo y anuncia en voz alta que va a realizar una fiesta. Ella informa a los personajes que van a mostrar sus habilidades de baile como invitados. Elizabeth obliga al desconcertado grupo a presentarse en la fiesta ¿Cuál es el objetivo de Elizabeth? ¡La fiesta soñada de los usuarios de Persona comienza!

## Jugabilidad
Persona 3: Dancing in Moonlight es un juego musical que cuenta con los personajes del título Persona 3. El personaje baila al ritmo de una canción, mientras el jugador tiene como objetivo seguir los patrones que aparecen en pantalla oprimiendo los botones correspondientes. Durante una sección de la canción llamada "Fever", otro personaje se unirá a la rutina de baile y realizarán una coreografía en conjunto. Los personajes pueden interactuar entre sí en la Velvet Room (La habitación de Terciopelo), un lugar recurrente dentro de la serie de videojuegos Persona. Este sistema de interacciones recibe el nombre de "Commu" y es de mucha importancia ya que reflejará las relaciones y el estado de los personajes en el videojuego, siendo diferentes según el tipo de amistad o enemistad que mantengan. En el modo "Commu", se puede hablar con los amigos y disfrutar de mini-eventos. Si se completan las condiciones establecidas para cada personaje, se desbloquearán nuevos eventos, a través de los cuales se podrán obtener disfraces y accesorios. Se debe prestar atención al entusiasmo de los amigos por el baile y sus sentimientos para profundizar aún más los lazos. Además, al conseguir ciertos objetivos durante el juego, se desbloquearán distintas vestimentas y accesorios para los personajes. Desde disfraces geniales hasta disfraces divertidos, existen varios objetos de personalización en el juego.

## Personajes
Los personajes confirmados como jugables son: Makoto Yuki, Junpei Iori, Yukari Takeba, Mitsuru Kirijo, Akihiko Sanada, Aigis, Fuuka Yamagishi, Ken Amada y Elizabeth.

## Contenido descargable
El videojuego tendrá personajes descargables que estarán disponibles posteriormente al lanzamiento del mismo. Estos personajes serán: Theodore y Shinjiro Aragaki de Persona 3, Labrys de Persona 4 Arena, Sho Minazuki de Persona 4 Arena Ultimax, y Goro Akechi y Lavenza de Persona 5. También hay un DLC llamado "Atlus Selection Assorted Costumes DLC Set", que incluye múltiples atuendos pertenecientes a otros videojuegos de Atlus, desde la serie Shin Megami Tensei hasta los juegos Devil Summoner, entre otros. Este DLC, que viene incluido en la edición Persona Dancin’ Deluxe Twin Plus, pudo adquirirse luego del lanzamiento del videojuego, para PlayStation 4 y PlayStation Vita. Otro DLC incluye vestimentas de los personajes del videojuego de lucha Virtua Fighter.

## Lista de canciones
El juego tiene una mezcla de canciones pertenecientes a Persona 3 y otras completamente nuevas. Además, incluye un tema salido del concierto Persona Music Fes 2013.
- "Brand New Days" (Yuyoyuppe Remix)
- "Mass Destruction"
- "When The Moon’s Reaching Out Stars" (Hideki Naganuma Remix)
- "Want to be Close" (ATOLS Remix)
- "Shinsou Shinri" (Lotus Juice Remix)
- "Deep Break Deep Breath" (Yuu Miyake Remix)
- "Soul Phrase"
- "Light the Fire Up in the Night" 'Kagejikan' + 'Mayonaka'
- "Burn My Dread" (Novoiski Remix)
- "When the Moon’s Reaching Out Stars"
- "Time" (Atlus Kitajoh Remix)
- "Wiping All Out" (Atlus Kozuka Remix)
- "A Way of Life" (Atlus Kitajoh Remix)
- "Heartful Cry" (Atlus Konishi Remix)
- "Light the Fire Up in the Night" 'Kagejikan' + 'Mayonaka' (Sasakure.UK Remix)
- "Mass Destruction" (Tetsuya Kobayashi Remix)
- "Subete no Hito no Tamashii no Tatakai" (T.Komine Remix)
- "Burn my Dread"
- "Subete no Hito no Tamashii no Tatakai" (Daisuke Asakura Remix)
- "Kimi no Kioku" (Atlus Meguro Remix)
- "Our Moment"
- "Moonlight Serendipity"
- "Mass Destruction" (Persona Music Fes 2013)
- "Burn my Dead -Last Battle-"
- "Brand New Days"

## Ediciones
Además de la versión estándar, el juego también podía adquirirse en dos ediciones especiales que se pusieron a la venta en Japón:
Persona Dancin’ All-Star Triple Pack: Disponible solo para PlayStation 4, que incluye:
- Una copia física de Persona 3: Dancing Moon Night para PS4.
- Una copia física de Persona 5: Dancing Star Night para PS4.
- Una copia digital de Persona 4: Dancing All Night para PS4 con gráficos en alta resolución.
- Caja ilustrada por Shigenori Soejima.
- Banda sonora completa (cuatro discos con más de 60 temas).

Persona Dancin’ Deluxe Twin Plus: Disponible solo para PlayStation Vita, que incluye:
- Una copia física de Persona 3: Dancing Moon Night para PSVita.
- Una copia física de Persona 5: Dancing Star Night para PSVita.
- "Atlus Selection Assorted Costumes DLC Set", un set de 15 vestimentas alternativas para los personajes de ambos juegos.
- Caja ilustrada por Shigenori Soejima.
- Banda sonora completa (cuatro discos con más de 60 temas).

En América y Europa se lanzará la colección Endless Night Collection, un paquete que incluye una copia de los juegos Persona 3: Dancing in Moonlight y Persona 5: Dancing in Starlight más un código de descarga para Persona 4:Dancing All Night.

## Desarrollo
El videojuego fue anunciado por Atlus el 2 de agosto de 2017 mediante un tráiler, informando que estaría disponible en las consolas PlayStation 4 y PlayStation Vita, y que sería puesto a la venta en el año 2018. Este tráiler también vino acompañado por otro presentado el juego Persona 5: Dancing Star Night, por lo cual se confirmaba que ambos títulos se encontraban siendo desarrollados al mismo tiempo. En una entrevista a la revista Famitsu, el productor de los dos juegos Kazuhisa Wada, reveló que trabajar de manera simúltanea en dos videojuegos mantenía al equipo de desarrollo bajo un ritmo de trabajo muy ajustado, pero que estaban dándolo todo para terminar ambos títulos. También explicó que los distintos personajes reflejarán sus relaciones a través de diferentes coreografías y que el videojuego contará con varios modos de juego. El compositor de la música del juego, Ryota Koduka, declaró: "Los juegos principales contaban historias serias y profundas, pero aquí queremos introducir elementos locos y coloridos que no podíamos incorporar en la historia principal".
El 21 de febrero de 2018, a través de un blog en la página oficial de PlayStation Japón, se informó que Persona 3: Dancing Moon Night y Persona 5: Dancing Star Night incluirían soporte para PlayStation VR. Este blog aclaraba que en la sección de preventa de ambos juegos en la PlayStation Store, podía leerse la siguiente descripción: "En cada uno de los títulos, el jugador podrá personalizar a los personajes con varios atuendos y objetos. Se podrán disfrutar de conversaciones con los personajes en eventos llamados 'Commu', y en las versiones de PlayStation 4, habrá elementos compatibles con PlayStation VR". Posteriormente, en las páginas oficiales de ambos juegos fueron revelados detalles de como funcionaría este sistema. En el modo "Commu", después de profundizar los lazos con los distintos personajes, el jugador tendrá la posibilidad de explorar sus habitaciones. En estas secciones del juego, en las versiones de PS4, es donde el jugador podrá utilizar los cascos de realidad virtual PlayStation VR. En cuanto al sistema de personalización de los personajes, se explicó que existirán 120 accesorios disponibles, incluyendo los DLC, y que se podrán equipar dos piezas para cada personaje.
En junio de 2018, Atlus anunció que el videojuego sería lanzado en occidente, aunque su nombre sería cambiado ligeramente, pasándose a llamar Persona 3: Dancing in Moonlight. Además, esta versión occidental del juego incluirá subtítulos en español.

## Recepción

### Crítica
Persona 3: Dancing in Moonlight fue recibido con críticas generalmente positivas por parte de los analistas, logrando una calificación de 74% en Metacritic. A su vez, recibió una calificación de 32 sobre 40, en el análisis realizado por la revista japonesa Famitsu.